# Hélio Cardoso Derenne
Hélio Cardoso Derenne é um sociólogo que atuou como diretor-geral da Polícia Rodoviária Federal (PRF).

## Formação
Se formou em em Estudos Sociais pela Universidade Federal do Paraná.

## Carreira

### Polícia Rodoviária Federal
Ingressou na PRF no dia 3 de novembro de 1971. Lá, trabalhou no Sistema Integrado de Administração Financeira (SIAFI) e no Sistema Integrado de Administração de Pessoal (SIAPE). Se aposentou no dia 13 de dezembro de 1998. Em seguida, assumiu como Superintendente do Departamento da PRF do Paraná.
Também foi diretor de Imprensa e Divulgação da Federação Nacional dos Policiais Rodoviários Federais e fundador e primeiro presidente do Sindicato dos Policiais Rodoviários Federais do Paraná. Em 2022, atuava como vice-presidente do sindicato.

### Diretor-Geral da Polícia Rodoviária Federal
Derenne assumiu a Diretoria-Geral da Polícia Rodoviária Federal no dia 17 de abril de 2003, após o general Álvaro Henrique Vianna de Moraes ser exonerado por uma série de escândalos, incluindo superfaturamento, descumprimento de decisão judicial e destruição de provas.
Em novembro de 2003, lançou um banco de dados para checar a autenticidade do Certificado de Registro de Fretamento online.
Em dezembro de 2008, lançou as Unidades de Apoio ao Cidadão, como parte do Programa Nacional de Segurança Pública em Cidadania (Pronasci). Elas acirravam a fiscalização das rodovias, promovia estudos estatísticos e provia ajuda ao cidadão.
Em 21 de dezembro de 2009, recebeu o Prêmio de Direitos Humanos da Secretaria Especial de Direitos Humanos pelo trabalho da PRF contra o tráfico humano.

#### CPI das Escutas Telefônicas Clandestinas
Em dezembro de 2007, foi aberto uma Comissão Parlamentar de Inquérito (CPI) para investigar o uso de escutas telefônicas clandestinas pelo Poder Executivo, pois a revista Veja havia publicado uma matéria onde cinco ministros do Supremo Tribunal Federal (STF) afirmavam estar sendo grampeados. Na época, já havia denúncias do uso ilegal de grampos pelas forças policiais do Brasil, e de acordo com a Associação de Servidores da Agência Brasileira de Inteligência (Asbin), no mesmo ano, cerca de 300 mil brasileiros estavam com o telefone grampeado, sendo que apenas 15 mil desses grampos operavam legalmente.
Derenne foi chamado para depor no dia 12 de março de 2008, onde afirmou que a PRF não possuía nenhuma escuta. Porém, em depoimento do ex-inspetor Luiz Carlos Roque, foi admitido que a PRF tinha o equipamento em mãos. Em setembro, a revista Época revelou que a PRF do Mato Grosso do Sul comprou em 2005 três computadores e software capaz de interceptar ligações, o Guardião, de forma terceirizada do Ministério Público Federal (MPF) por $ 177.900

#### Concurso de 2007
A PRF sofria com um défcit de efetivo histórico por falta de investimentos no setor. Por isso, foi realizado um concurso público de 122.400 candidatos para 340 vagas (36 candidatos/vaga), para trabalhar na BR-163, que começava a 200 quilômetros de Cuiabá, no Mato Grosso, e ia até Santarém, no Pará. A prova foi organizada pelo Núcleo de Computação Eletrônica da Universidade Federal do Rio de Janeiro (NCE/UFRJ). O salário era de R$ 5.084,00.
Porém, o concurso foi cancelado por alegação de fraude, após um homem ser flagrado dentando vender o gabarito da prova por R$ 40 mil em São João de Meriti. O concurso foi retomado apenas em 2008, com abstenção de 41,1%, e houve problemas com a contratação dos excedentes.

#### Greve da PRF em 2008
Além dos problemas históricos do efetivo, a PRF era uma das carreiras mais mal-remuneradas entre as de nível superior. Isso fez com que os sindicatos da categoria e outros setores dos servidores públicos pressionassem o governo Lula a aceitar as suas reivindicações através da Medida Provisória (MP) nº 431/08. Lula, porém, não aceitou todas as condições da PRF, e a categoria entrou em greve. No fim, o presidente cedeu e aceitou quase todas as condições, e a MP teve o total de 260 emendas parlamentares.

#### Concurso de 2009
No dia 18 de outubro de 2009, na sequência do concurso público de 2007, foi realizado outro concurso com 109.793 candidatos com ensino superior para 750 vagas. O concurso foi organizado pela Funrio, da Universidade Federal do Estado do Rio de Janeiro, mas ele acabou sendo travado na Justiça por quase três anos por alegação de fraudes e outras irregularidades.
Derenne saiu do cargo sem que a situação fosse resolvida.

#### Exoneração
A PRF de 18 estados demonstraram descontentamento com a gestão de Derenne, e a PRF de Mato Grosso ameaçou entrar em greve geral durante o carnaval se Derenne não fosse exonerado, pelo órgão estar sucateado e desfalcado. Os sindicatos policiais enviaram diversas demandas judiciais e agentes criaram um site paralelo ao oficial (www.novaprf.com.br), afirmando que eram policiais que ainda acreditavam nos valores da instituição. A operação foi realizada, mas o carnaval daquele ano foi o mais violento desde pelo menos 2003, quando foi instalado o sistema nacional informatizado de coleta de dados, e possivelmente o mais violento da história da PRF.
O Ministro da Justiça José Eduardo Cardozo se pronunciou a favor da manutenção de Derenne no cargo, mas no dia 27 de março de 2011, o Fantástico publicou matéria mostrando um suposto esquema de venda de anfetaminas para caminhoneiros no posto de combustíveis do presidente da Câmara Municipal de Campanha, Pedro Messias Alves. A Polícia Civil do município abriu inquérito e foi realizada uma Comissão Parlamentar de Inquérito (CPI), que foi arquivada pela perda do prazo para o pedido de prorrogação para a finalização das investigações. A reportagem também mostrava a falta de fiscalização pela PRF, e Derenne pediu sua demissão. Ele e o coordenador de operações Alvarez de Souza Simões foram exonerados no dia 28 pelo Ministro da Justiça José Eduardo Cardozo, que o substituiu por Maria Alice Nascimento Souza, que se tornou a primeira mulher a chefiar a PRF.

## Prêmios
- Prêmio Direitos Humanos (2009)[9]